# Попов, Василий Димитриевич
Василий Дмитриевич Попов (22 января 1879, село Кленовое, Задонский уезд, Воронежская губерния — не ранее 1926) — профессор Киевской духовной академии, магистр богословия. Член Поместного Собора Православной Российской Церкви.

## Биография
Родился в семье священника.
Окончил Бирюченское духовное училище (1892), Воронежскую духовную семинарию (1898) и Киевскую духовную академию, кандидат богословия (1902).
Преподаватель основного, догматического и нравственного богословия (1902), а также истории русской литературы (1903) и словесности (1906) в Воронежской духовной семинарии. Одновременно преподаватель русского языка в Мариинской женской гимназии (1903), епархиальном женском училище, Алисовской женской гимназии (1904), реальном училище (1905), кадетском Михайловском корпусе (1906).
Магистр богословия (1905), доцент по кафедре истории и разбора (обличения с 1911 года) западных исповеданий Киевской духовной академии, надворный советник (1907).
Товарищ председателя Киевского религиозно-философского общества (1908–1912). Одновременно преподаватель русского языка и словесности, председатель педсовета в киевской частной женской гимназии О. Н. Яновской (1910).
Лауреат Макариевской премии, коллежский советник (1911), статский советник (1915).
Экстраординарный профессор Киевской духовной академии, секретарь Комиссии по реформе духовных академий (1917).
Награждён орденами Святого Станислава 3-й степени (1909) и Святой Анны 3-й степени (1916).
В 1917 году член Поместного Собора Православной Российской Церкви по избранию от Киевской духовной академии, участвовал в 1-й сессии, секретарь I и XII, член II, III, VI, XI отделов.
С 1918 года делопроизводитель редакции журнала «Труды Киевской духовной академии», член Комиссии по подготовке законопроектов церковно-государственного характера при Министерстве исповеданий Украинской Державы, сотрудник газеты «Слово».
С 1920 года псаломщик в сельском храме, затем преподаватель сравнительного и догматического богословия в Киевской православной богословской академии, участвовал в деятельности преподавательской корпорации Киевской духовной академии.
В 1923 году примкнул к обновленчеству.
Жена — дочь священника София Михайловна Глаголева. Дети — Сергей, Евгения, Валентина.

## Сочинения
- Конспект лекций по обличению западных исповеданий 1914–1915, 1923 гг. // ИР НБУВ. Ф. 160. Д. 1835, 1111.
- Возвращение иудеев из плена вавилонского и первые годы их жизни в Палестине до прибытия Ездры в Иерусалим (458 г.). К., 1905.
- Ездра — Неемия или Неемия — Ездра? // Христианское чтение. 1904. № 10, 12.
- Несколько слов по поводу критической заметки на нашу книгу // Христианское чтение. 1905. № 12.
- Несколько слов М. Э. Поснову по поводу его ответа нам // Христианское чтение. 1906. № 7.
- Что есть истина? (Этюд из области нравственного богословия) // Странник. 1906. № 12.
- Слово в пяток третьей недели великого поста, при воспоминании страстей Христовых. К., 1908.
- Апостольский символ. К., 1908.
- Кальвин. К., 1909.
- Речь при погребении Н. Н. Пузанова // Труды Киевской духовной академии. 1909. № 10.
- Из путевых впечатлений (Поездка в Берлин и возвращение в Россию) // Труды Киевской духовной академии. 1911. № 12.
- Религиозная жизнь в современной Испании. К., 1913.
- Процесс Каррансы, архиепископа Толедо. К., 1916.
- Богословские факультеты на Западе // Віра та держава. 1918. № 3.
- Вопрос о соединении церквей. Самара, 1926.